# Метод Сольве

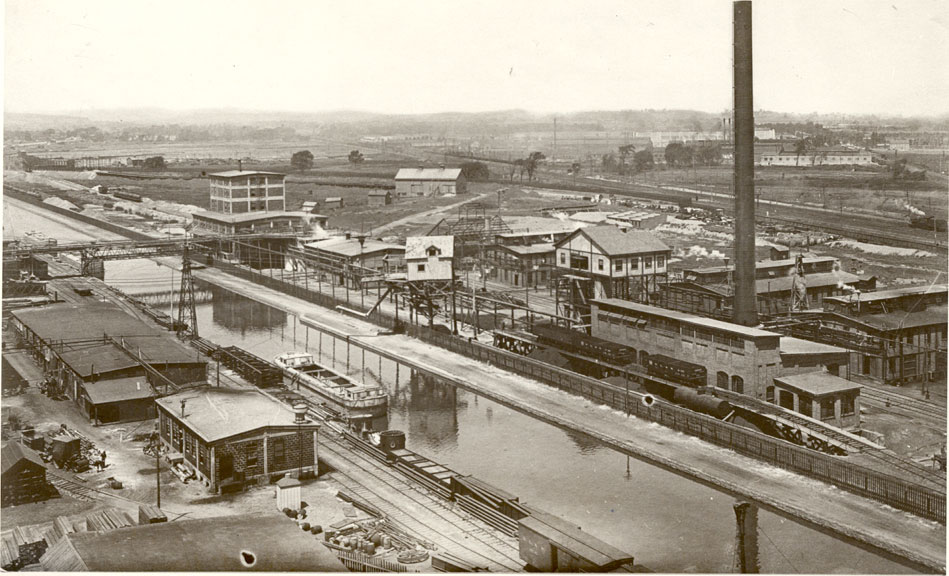
Содова фабрика, збудована в американському місті Сольве (штат Нью-Йорк), на березі каналу Ері

Ме́тод Сольве́ — промисловий метод отримання соди (карбонату натрію Na2CO3), розроблений бельгійським хіміком Ернестом Сольве у 1861 році. Даний спосіб замінив собою метод Ніколя Леблана, котрий мав нижчу ефективність.

## Виробництво

Схематичне зображення безперервного процесу. Зеленим позначено вихідні компоненти, червоним — продукти синтезу

Сировиною для синтезу соди є поширені вапняк і кам'яна сіль або ропа (хлорид натрію), а також аміак. Доступність сировини стала одним з чинників, що посприяли розповсюдженню інноваційного методу.
Сумарна реакція методу Сольве включає взаємодію солей:
{\displaystyle \mathrm {CaCO_{3}+2NaCl\longrightarrow Na_{2}CO_{3}+CaCl_{2}} }
Окрім соди як цільового продукту, утворюється також побічний — хлорид кальцію.
Повний же цикл включає наступні стадії:
1. розчинення солі NaCl у воді із отриманням насиченого розчину;
2. насичення розчину солі аміаком;
3. спалювання вапняку для отримання вуглекислого газу:
{\displaystyle \mathrm {CaCO_{3}{\xrightarrow {t}}\ CaO+CO_{2}\uparrow } }
4. пропускання вуглекислого газу через розчин аміаку в солоній воді, що супроводжується осадженням гідрокарбонату натрію:
{\displaystyle \mathrm {NaCl+H_{2}O+NH_{3}+CO_{2}\longrightarrow NaHCO_{3}\downarrow +NH_{4}Cl} }
5. термічне розкладання гідрокарбонату натрію для отримання карбонату:
{\displaystyle \mathrm {2NaHCO_{3}{\xrightarrow {t}}\ Na_{2}CO_{3}+H_{2}O+CO_{2}} }
6. відновлення аміаку з хлориду амонію взаємодією із водною суспензією оксиду кальцію, отриманого після спалювання:
{\displaystyle \mathrm {2NH_{4}Cl+CaO\longrightarrow 2NH_{3}+CaCl_{2}+H_{2}O} }

Вуглекислий газ, отриманий на стадіях 3 та 5 використовується у взаємодії 4. Аміак, отриманий на стадії 6, повертається на стадію 4. Його присутність в реакційній системі у формі гідрокарбонату амонію сприяє утворенню гідрокарбонату натрію:
{\displaystyle \mathrm {NH_{3}+CO_{2}+H_{2}O\longrightarrow NH_{4}HCO_{3}} }
{\displaystyle \mathrm {NH_{4}HCO_{3}+NaCl\longrightarrow NaHCO_{3}\downarrow +NH_{4}Cl} }
Очищення ропи
У випадку використання ропи замість чистої кам'яної солі (галіту) з'являється необхідність очистити її від домішок. Насичені сольові розчини у незначних кількостях містять солі магнію та кальцію, що можуть забруднити продукт виробництва. Їх відокремлюють шляхом осадження гашеним вапном (для магнію) або содою (для кальцію). Після відокремлення малорозчинних сполук сольовий розчин подається до абсорбційної колони.
Абсорбція аміаку
Розчин солі закачується до абсорбційної колони і подається з її верхівки донизу, в той час як у протилежному напрямку впорскується газуватий аміак. Хоч основна частина аміаку увесь час подається до взаємодії повторно, після утворення на інших стадіях, незначні його кількості все ж додаються окремо — для компенсування виробничих втрат. Процес насичення аміаком вимагає охолодження (виділяється близько 1650 МДж тепла у перерахунку на кожну тонну кінцевого продукту) та зазвичай проводиться за тиску, дещо меншого за атмосферний.
Спалювання вапняку
При спалюванні вапняку до нього додається незначна кількість коксу або антрациту для збільшення ефективності горіння. Крізь піч для спалювання подається повітря і продукти горіння накопичуються у верхній частині печі, де концентрація вуглекислого газу сягає 37—42%. Там же вони частково охолоджуються. Газова суміш містить також кам'яний пил, часточки золи і деякі інші газові домішки. Перед подачею до інших колон газ повністю охолоджується та очищується.
Осадження гідрокарбонату
Преципітація гідрокарбонату натрію є екзотермічним процесом (1450 МДж тепла на тонну продукту). Аміачний сольовий розчин подається з верхньої частини колони і поступово змішується із впорскуваним вуглекислим газом, що подається з нижньої частини під тиском близько 400 кПа. Частина CO2, що не була поглинута розчином, виходить із рештою газів крізь отвір вгорі колони. Через низ колони утворена суспензія подається на розділення.
Поступово на стінках колони накопичується осад гідрокарбонату і вона має очищуватися через кожні 3—4 дні роботи. Виробництво в той час продовжується на паралельній колоні.
Фільтрація гідрокарбонату
Суспензія гідрокарбонату очищується за допомогою вакуумної фільтрації або центрифугування. При цьому у продукті очистки завжди присутня залишкова кількість води — до 9—10%. 
Регенерація аміаку
Розчин після фільтрації містить аміак у формі гідрокарбонату, карбонату, хлориду, а також у вигляді домішкових кількостей сульфату амонію. Якщо перші два розкладаються за нагрівання до температури 85—90 °C, то для вивільнення аміаку з інших необхідно провести взаємодію з гідроксидом, роль якого виконує суспензія оксиду кальцію, котрий утворюється після спалювання вапняку. Реакцію проводять перед прокалюванням для запобігання осадженню карбонату кальцію. Отримана газова суміш, що містить CO2 та NH3, охолоджується і подається у спеціальну конденсаційну колону.
Кальцинація гідрокарбонату
Гідрокарбонат натрію розкладають методом непрямого нагрівання до температури 175—225 °C. Утворюваний в результаті реакції вуглекислий газ має концентрацію 95% та вище і подається до колони осадження. Розігріта сода охолоджується і розфасовується як готовий продукт.
Побічні продукти
Найбільша кількість відходів виробництва утворюється на стадії фільтрації, де на кожну тонну соди припадає 10 кубічних метрів рідких відходів. В цьому об'ємі знаходиться близько тонни хлориду кальцію, півтонни хлориду натрію та незначна кількість інших суспендованих домішок. Ці відходи в минулому просто скидалися у найближчі водойми.